# Ectecephala brasiliensis
Ectecephala brasiliensis är en tvåvingeart som beskrevs av Becker 1912. Ectecephala brasiliensis ingår i släktet Ectecephala och familjen fritflugor. Inga underarter finns listade i Catalogue of Life.